# Ivan Serov
assinatura
Ivan Aleksandrovich Serov (Иван Александрович Серовno Russo) (13 de Agosto de 1905 - 1 de Julho de 1990), foi o chefe da KGB de 13 de Março de 1954 até 8 de Dezembro de 1958.
Em 1926, Serov tornou-se membro do Partido Comunista da União Soviética. Em 1939, ele se formou a partir da Academia Militar de Frunze e iniciou sua carreira no Ministério dos Assuntos Internos, em fevereiro do mesmo ano. De 1939 - 1941, Serov foi nomeado Comissário dos Assuntos Internos do República Socialista Soviética da Ucrânia. DE 1941 - 1945, ele foi o Primeiro Vice-Comissário do Povo de Segurança do Estado e, mais tarde, vice - People's Comissário dos Assuntos Internos do URSS. Em 1947-1953, ocupou o cargo de Primeiro Vice-ministro dos Assuntos Internos da URSS.
Mais tarde ele viria a se tornar o chefe da KGB.